# Pimpla karakurti
Pimpla karakurti là một loài tò vò trong họ Ichneumonidae.